# Митрялы
Митрялы — татарское село в Темниковском районе Мордовии, центр Митряловского сельского поселения. Расположено на р. Мокше, в 14 км от районного центра и 77 км от железнодорожной станции Торбеево. Население 272 чел. (2010), в основном татары.
В селе основная школа, библиотека, дом культуры, магазин, отделение связи; мечеть. В Митряловское сельское поселение входят д. Старое Авкиманово, пос. Торфоразработки, д. Новое Авкиманово и д. Чумартово.

## Население
Количество жителей сокращается.
- 2010 г. — 272 чел.
- 2002 г. — 320 чел.

## История
Упоминается в «Книге письма и дозору Ивана Усова да Ильи Дубровского 1614 году».
По дореволюционному административному делению д. Митрялы относилась к Стрелецкой волости Темниковского уезда Тамбовской губернии. В 1862 г. в 95 дворах проживало 647 чел. В 1882 г. в 147 дворах — 864 чел.
В 1930 г. в 201 дворе проживало 998 чел. В 1930-е гг. был создан колхоз «Ленинский путь» (с 1992 — СХПК).
Возможно, название-антропоним связано с именем крещёного татарина Дмитрия (в его составе выделяется тюркский топоформант лы). В «Списке населённых мест Тамбовской губернии» (1866) Митрялы — село казённое из 95 дворов Темниковского уезда. По 10-й ревизии, в селе было 93 двора (659 чел.); по подворной переписи 1882 г. — 147 дворов (864 чел.); по сельскохозяйственному налоговому учёту 1930 г. — 201 двор (998 чел.). В 1930-е гг. был создан колхоз «Ленинский путь», с 1992 г. — СХПК. В современных Митрялах — основная школа, библиотека, Дом культуры, магазин, отделение связи; мечеть. В Митряловскую сельскую администрацию входят д. Старое Авкиманово (85 чел.), пос. Торфоразработки (22), д. Новое Авкиманово (208) и д. Чумартово (252 чел.). 

### Мечеть
В 1862 г. в селе уже была мечеть. Количество прихожан в кон. XIX в. составляло 1009 чел. Имамы Ялышевы.
В 1986 г. в селе была построена новая мечеть.

## Источник
- Энциклопедия Мордовия, И. В. Чумарова.